# Барток, Эва
Эва Барток (18 июня 1927, Кечкемет — 1 августа 1998, Лондон) — киноактриса венгерского происхождения.
Известна ролями в ряде популярных кинофильмов 1950-х годов — «Шесть женщин для убийцы», «Красный корсар», «Десять тысяч спален», «Врач из Сталинграда». Производила впечатление прежде всего колоритной, соблазнительной черноволосой красавицы, тогда как трагические роли, подобные роли Дуни в экранизации А. С. Пушкина, были для неё исключением.

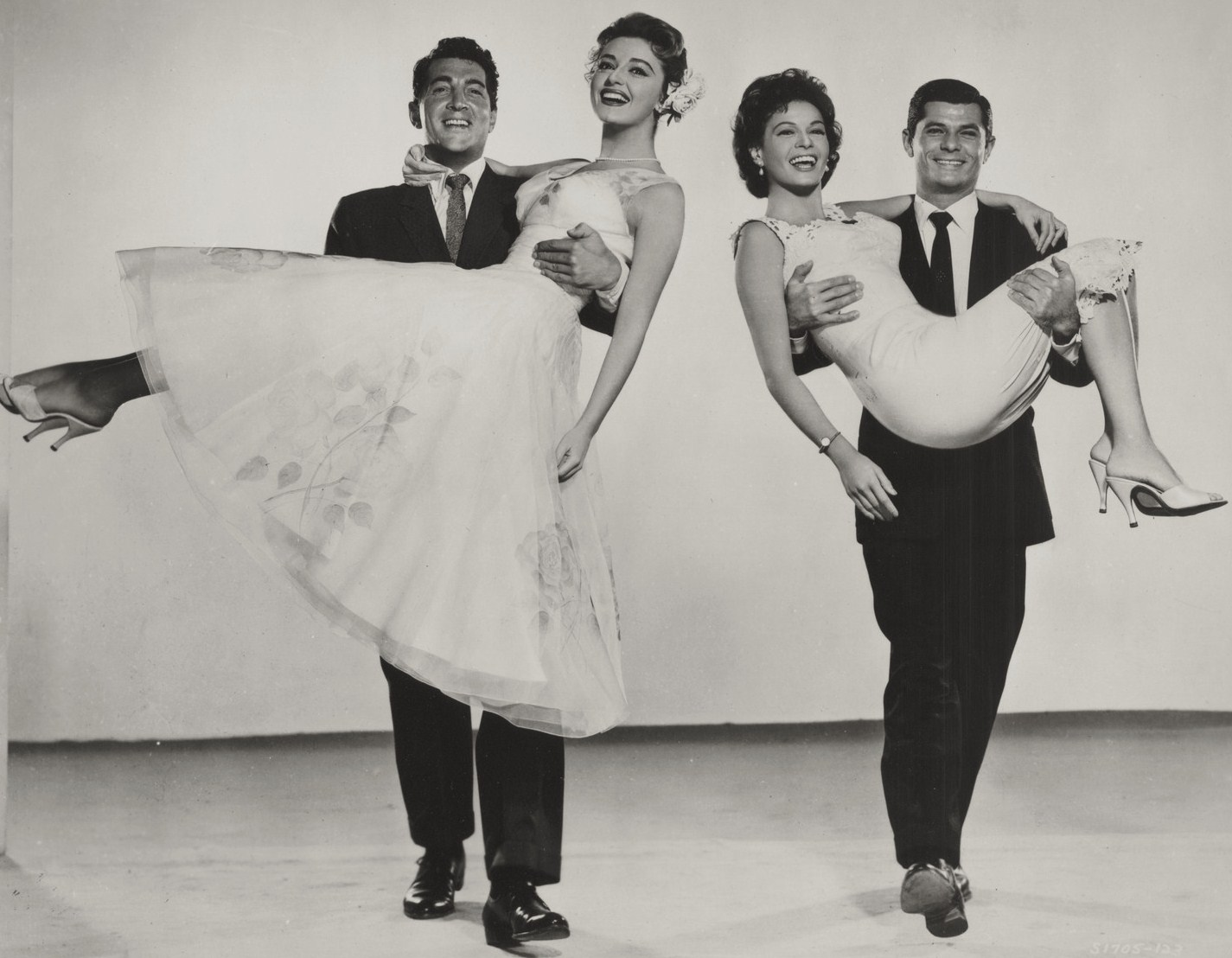
Дин Мартин с Анной Марией Альбергетти и Дэви Мартин с Эвой Барток, фотография со съёмок фильма «Десять тысяч спален»

## Биография
Родилась в 1927 году в Будапеште, Венгрия, урождённая Иванович Эва-Марта Цок, в семье отца-еврея и матери-католички, отец — местный политический журналист и публицист, никак не препятствовал обращению Евы в католическую веру.
С началом Второй мировой войны Ева с матерью уехали из столицы в провинциальный в Кечкемет, куда их отправил отец, беспокоящийся за безопасность семьи, он навещал их по выходным, но вскоре во время подъёма нацизма в Венгрии отец пропал без вести.
14-летняя Эва, чтобы избежать отправки в концлагерь, была вынуждена выйти замуж за венгерского нацистского офицера, сына хозяина спиртзавода. Этот период жизни остался для неё страшным воспоминанием. После войны брак был аннулирован, так как был признан насильственным, заключённым по принуждению несовершеннолетней.
В 1945 году начала карьеру актрисы в театре Бельвароши в Будапеште, в 1946 году там же окончила актёрскую школу.
В 1947 году вышла замуж за американского режиссёра и уехала в Англию, дебютировала под именем Эвы Барток в его фильме «Повесть о пяти женщинах», и через год развелась с ним. В 1950 году вышла замуж за художественного руководителя Уильяма Вордсворта и приобрела британское гражданство.
В 1952 году сыграла в фильме «Красный корсар», эта роль принесла ей успех и международную известность как киноактрисы, открыл путь в Голливуд, в опросе немецкого журнала «Film und Mode Revue» в 1953 году заняла 36 место среди самых популярных зарубежных актрис.
В 1955 году вышла замуж на австрийского актёра Курда Юргенса и снялась с ним вместе в ряде фильмов.
До середины 1960-х годов снялась в около трёх десятков фильмов в США, Англии, ФРГ, Италии, однако, поскольку в 1956 году её контракт с Голливудом не был продлён, фильмы второй половины её карьеры представляют собой малобюджетные телевизионные картины.
В 1968 году ушла из кино. Какое-то время её имя мелькало в заголовках бульварной прессы, но постепенно интерес к актрисе пропал.
В 1970—1980 годах жила на Гавайях, в 1980—1983 годах жила в Лос-Анджелесе со своим пятым мужем, затем вернулась в Европу.
О последних годах Эвы Барток сведений мало. В середине 1990-х годов она, по-видимому, жила и работала под именем Евы Юргенс в отеле в лондонском районе Паддингтон.
Умерла от сердечного приступа в 1998 году на 72-м году жизни, забытой и обнищавшей, кремирована, пепел передан дочери.

## Личная жизнь
Пять раз была замужем: Геза Ковач (1941-42; брак аннулирован), Александр Пааль (1948-50; развод), Вильям Вордсворт (1951-55; развод), Курд Юргенс (1955-56; развод), Даг Моллин (1980—1983, развод).
С её именем связывался ряд скандальных романов, так, например, в прессе широко обсуждалась её связь с Дэвидом Майклом Маунтбэттеном, родственником королевы Англии — сыном Джорджа Маунтбеттена и Надежды Михайловны Де Торби, по матери являвшегося также праправнуком императора Николая I и праправнуком А. С. Пушкина.
Дочь — Диана, по утверждению самой Эвы Барток, сделанному спустя 30 лет, на самом деле биологическая дочь Фрэнка Синатры, с которым у неё был короткий роман в 1956 году.

## Избранная фильмография
| Год  |   | Русское название        | Оригинальное название     | Роль                           |
| ---- | - | ----------------------- | ------------------------- | ------------------------------ |
| 1951 | ф | История пяти городов    | A Tale of Five Cities     | Каталина Телек                 |
| 1952 | ф | Красный корсар          | The Crimson Pirate        | Консуэло                       |
| 1952 | ф | Венецианская птица      | Venetian Bird             | Адриана Медова                 |
| 1954 | ф | Виктория и её гусар     | Viktoria und ihr Husar    | Виктория                       |
| 1955 | ф | Дуня                    | Dunja                     | Дуня                           |
| 1957 | ф | Десять тысяч спален     | Ten Thousand Bedrooms     | Мария Мартелли                 |
| 1958 | ф | Врач из Сталинграда     | Der Arzt von Stalingrad   | капитан Александра Касалинская |
| 1964 | ф | Шесть женщин для убийцы | Sei donne per l’assassino | графиня Кристина Куомо         |